# Jordi Guardans i Cambó
Jordi Guardans i Cambó (Barcelona, 16 de setembre de 1955) és un poeta català. Ha editat el disc Port Estrella (1988). Maria del Mar Bonet i Ester Formosa han cantat i enregistrat algunes de les seves cançons. Gerard Quintana ha musicat alguns dels seus poemes al disc Les claus de sal (2004). El 2007 va publicar el disc Ester Formosa canta Jordi Guardans. Sola com el poeta, que inclou quinze cançons. La seva obra ha estat traduïda a l'anglès.

## Obra publicada
Poesia
- Abba. Vic: Emboscall, 2006
- Planeta Balalaika. Vic: Emboscall, 2007
- Montserrat. Vic: Emboscall, 2006
- El rèquiem blau. Barcelona: Ed. 62, 2002
- Els àngels i el perill; Antologia (tria i introducció de Carles Guillén i Selva). Vic: Emboscall, 2006
- Tsares. Barcelona: 1979
- Contra venena et animalia venenosa. Vic: Emboscall, 2008
- Tant de bo que siguin les penúltimes penes. Barcelona: Columna, 1993
- La presència del transparent. Obra completa 1994-2014. Lleida: Pagès, 2014[2]

Teatre
- La ciutat il·luminada. Barcelona: Institut del Teatre, 1989

## Premis i reconeixements
- Premi Marià Manent 1993 per Tant de bo que siguin les penúltimes penes[1]
- Medalla d'Or del Reial Cercle Artístic de Barcelona 1981 per La ciutat il·luminada[1]